# Fiat-Terni Tripoli
La Fiat-Terni Tripoli, conosciuta anche come autoblinda Terni, Fiat Tripoli e Fiat Libia, fu una autoblindo impiegata in teatro coloniale dal Regio Esercito tra le due guerre mondiali.

## Storia
La Terni tipo Tripoli nacque nelle acciaierie di Terni della OTO nel 1918. Con la fine della prima guerra mondiale, il mezzo fu destinato all'impiego nelle colonie italiane. Un primo lotto di 12 autoblindo fu inviato in Libia, dove il Regio Corpo Truppe Coloniali della Cirenaica e quello della Tripolitania erano impegnate nella riconquista. Le Tripoli equipaggiarono, insieme alle Lancia 1Z ed agli autocarri armati Fiat 15 ter, le squadriglie autoblindo del III e del IV Battaglione cacciatori d'Africa. Continuò ad essere impiegata in compiti di polizia coloniale fino a metà degli anni trenta, quando iniziò ad essere superata anche in questo ruolo e venne accantonata. Lo scoppio della seconda guerra mondiale colse il Regio Esercito a corto di mezzi motorizzati, tanto che le carrozzerie blindate di 6-8 Tripoli superstiti vennero smontate dagli chassis dei Fiat 15 e rimontate sugli autotelai di autocarri Fiat-SPA 38R. Le torrette vennero aperte superiormente e vi vennero installate mitragliatrici Breda-SAFAT da 12,7 mm smontate dagli aerei fuori uso della Regia Aeronautica. Questi mezzi vennero assegnati alla protezione antiaerea della Brigata corazzata speciale "Babini", costituita il 25 novembre 1940, ma andarono persi nei mesi iniziali della campagna del Nord Africa.

## Tecnica

Una Fiat-Terni Tripoli su telaio Fiat-SPA 38R abbandonata nel deserto libico durante la seconda guerra mondiale.

La Fiat-Terni Tripoli riprende l'impostazione della Lancia 1Z, rispetto alla quale è più piccola e leggera. È basata sull'autotelaio Fiat 15 ter Militare, a due assi con trazione posteriore, passo di 3,07 metri ed carreggiata di 1,4 metri. Le ruote sono a disco d'acciaio, le anteriori direttrici, le posteriori motrici e gemellate. Il motore è un Fiat 53A da 4.398 cm³ a benzina, erogante 36 hp a 1.600 giri/min.
La carrozzeria blindata, in lamiera d'acciaio da 6 mm di spessore, è formata da una camera di guida e combattimento cilindrica, munita di due portelli laterali e feritoie di guida, nella quale prendono posto i quattro uomini d'equipaggio. Il vano di guida si raccorda anteriormente con il cofano blindato troncoconico, con portelli laterali per l'accesso al motore e calandra protetta da alette di lamiera; posteriormente invece si raccorda con la coda, sul cui tetto spiovente è fissata la ruota di scorta. Sulla camera di combattimento è installata la torretta girevole nella cui feritoia è installata l'arma principale, una mitragliatrice FIAT-Revelli Mod. 1914 da 6,5 × 52 mm. Nella versione definitiva la torretta è cilindrica, mentre il prototipo differisce per il tetto della torretta spiovente ai lati (simile a quella della Lanchester) e per i parafanghi sulle ruote posteriori.